# Stadsdriehoek
Stadsdriehoek est le quartier historique de la ville de Rotterdam, dans la province de Hollande-Méridionale. Il est situé dans l'arrondissement de Rotterdam-Centre.

## Histoire
Le nom Stadsdriehoek (de driehoek, « triangle » , et stad, « ville ») fait référence à la forme triangulaire de la ville historique, originellement encadrée par le Coolsingel et la Schiedamsevest à l'ouest, le Goudsevest au nord-est, et par la Nouvelle Meuse au sud.

Carte de Rotterdam (1690) où la forme triangulaire de la ville est apparente.

La forme triangulaire de la ville remonte à la fin du Moyen Âge. À cette époque, le Blaak forme la frontière sud de la ville. Au XVIe siècle, le Waterstad est créé, étendant les limites de la ville jusqu'à la Nouvelle Meuse. Cette nouvelle zone se trouve en dehors de la digue et constitue une zone destinée aux activités maritimes et commerciales. Le quartier de Stadsdriehoek a sa forme actuelle.
Le bombardement de Rotterdam du 14 mai 1940 a fortement endommagé les bâtiments historiques du quartier : seuls deux immeubles anciens demeurent, l'église Saint-Laurent et la Schielandshuis.
En lien avec les plans de reconstruction et de réaménagement de la ville en 1946, après la Seconde Guerre mondiale, les fonctions résidentielles de la Stadsdriehoek ont été considérablement réduites. Cependant, des ensembles de logements ont été construits à partir de 1975. La plupart des fonctions centrales du quartier se situent dans le quartier limitrophe, le Cool, notamment les magasins et les espaces de divertissement.

## Monuments
- La Schielandshuis, ancien siège de l'Office des eaux (Schieland), qui abrite les archives municipales et l'Atlas Van Stolk, collection d'estampes et de photographies sur l'histoire des Pays-Bas.

## Transports

### Métro
Le quartier est desservi par les lignes A, B et C du métro. L'accès se fait à la station Oostplein.

### Tramway
Les lignes 2 et 21 du tramway desservent le quartier.

## Galerie

Stadsdriehoek
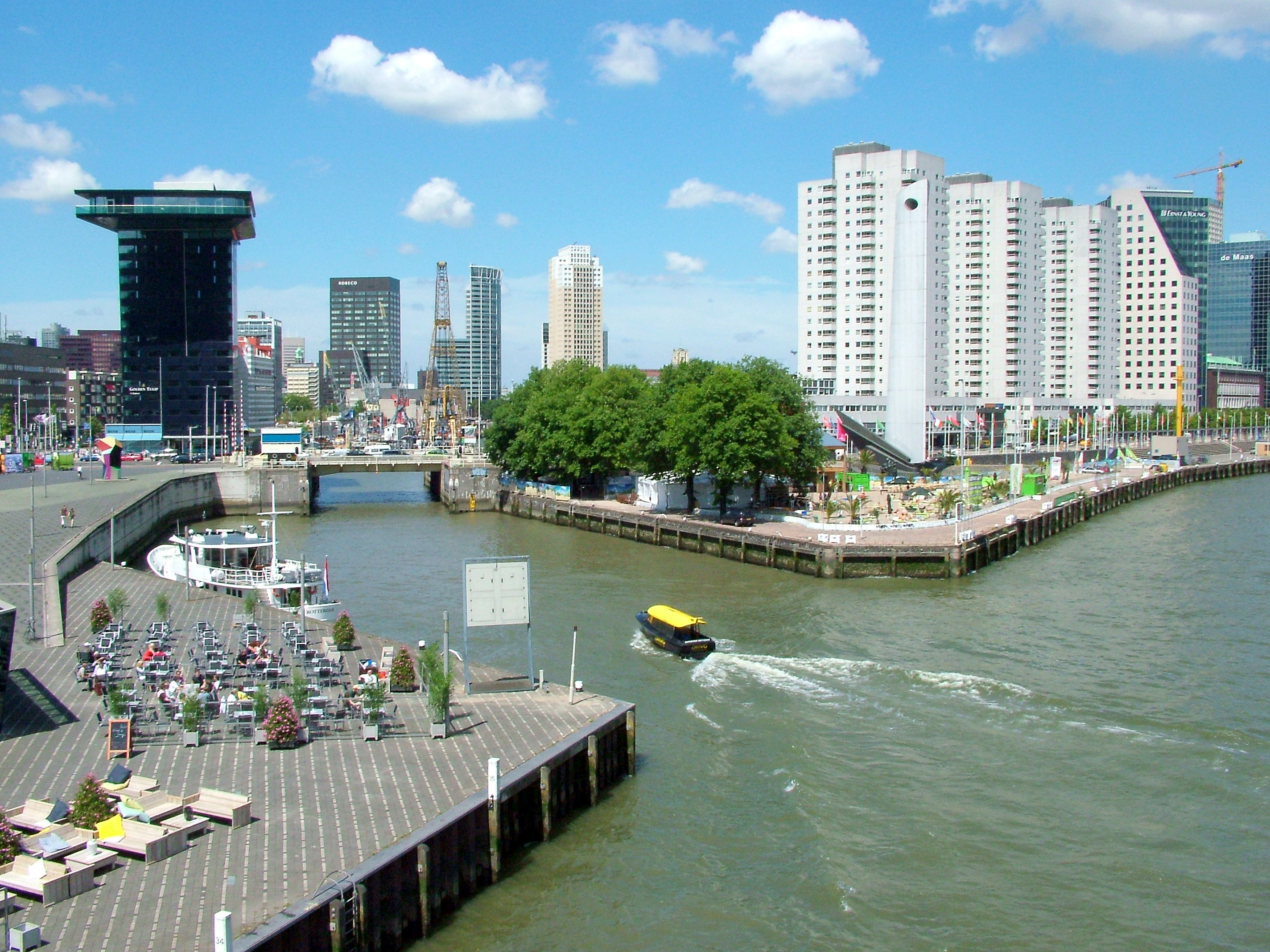
Partie ouest du triangle : le port Leuvenhaven
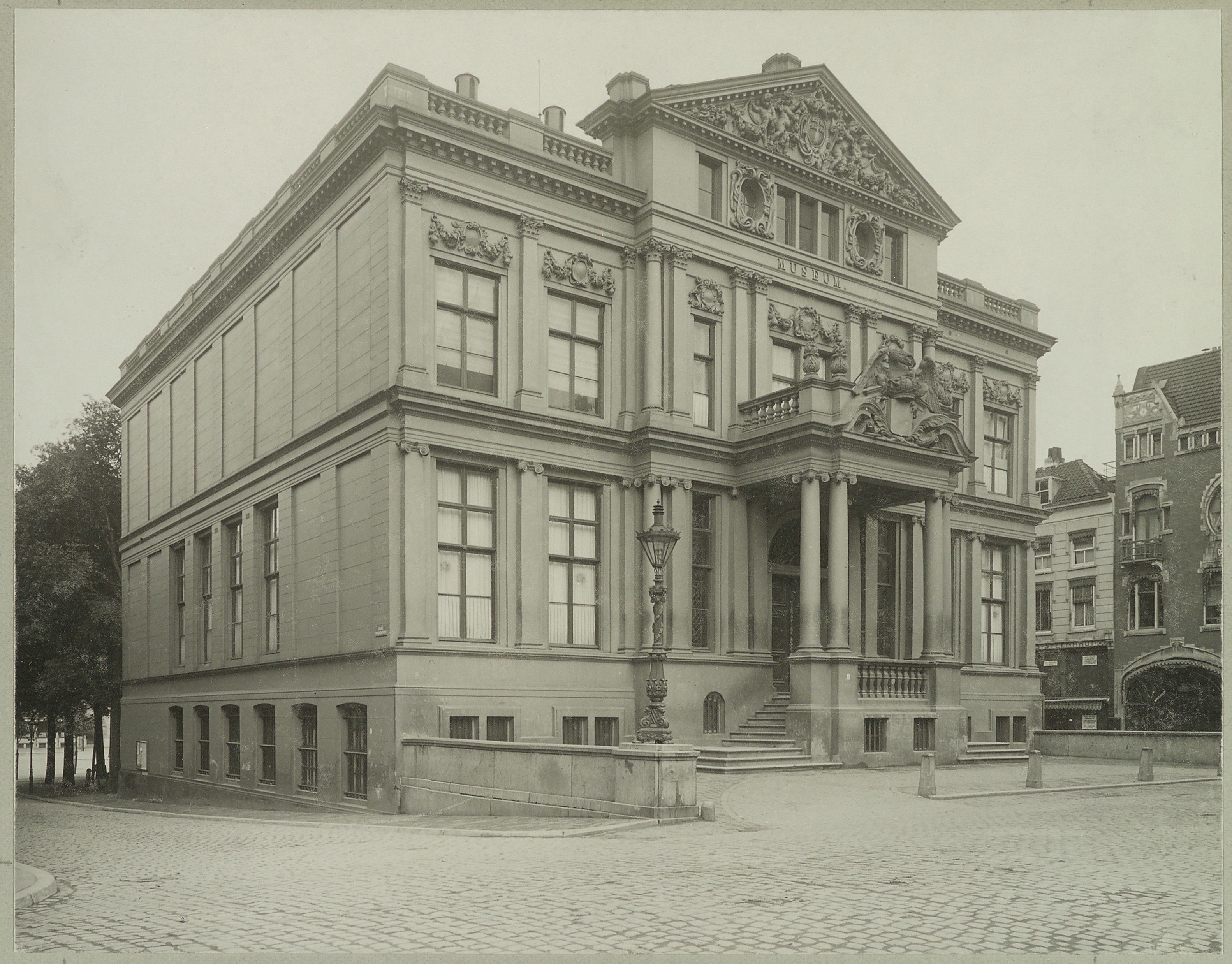
Schielandshuis
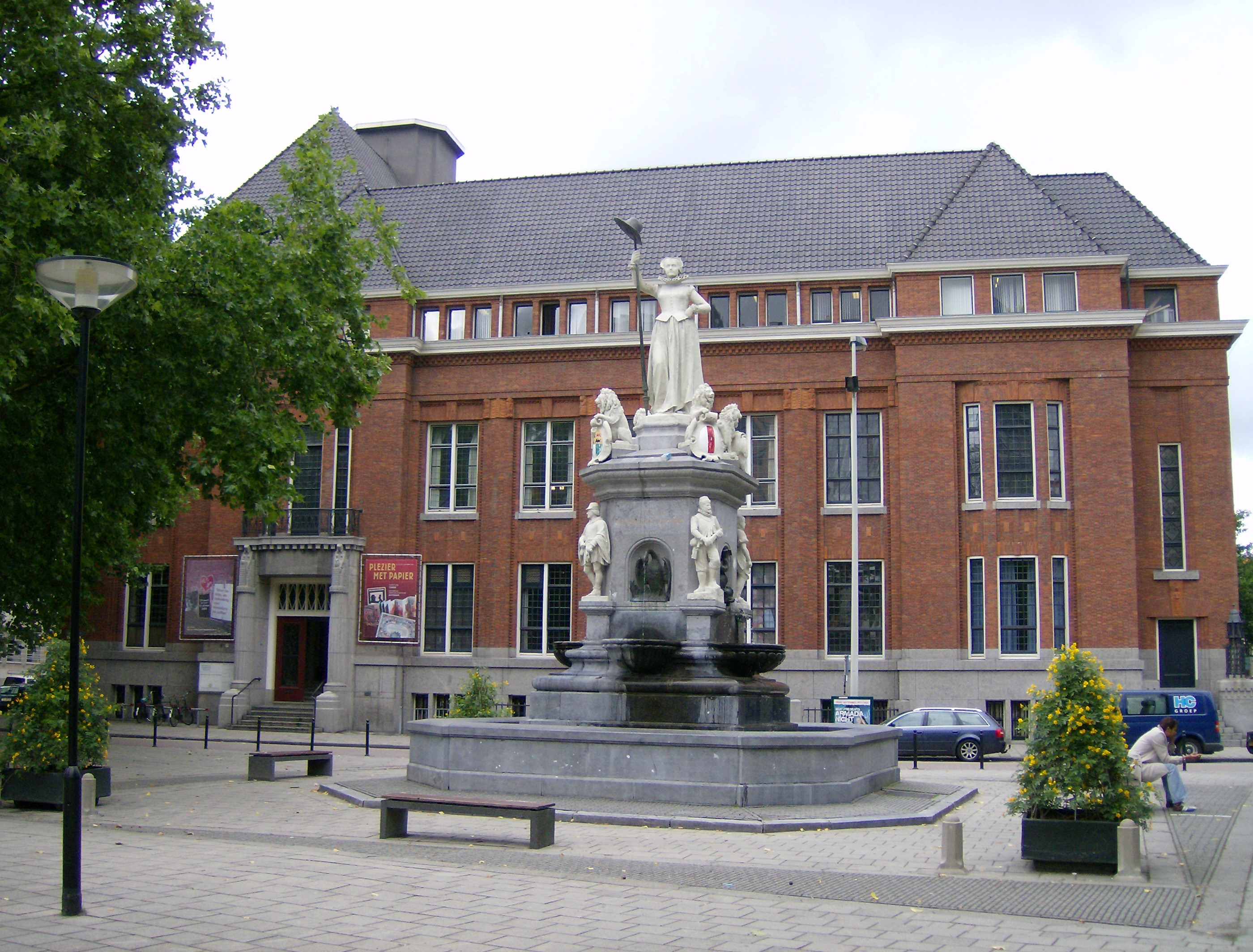
Ancienne bibliothèque municipale
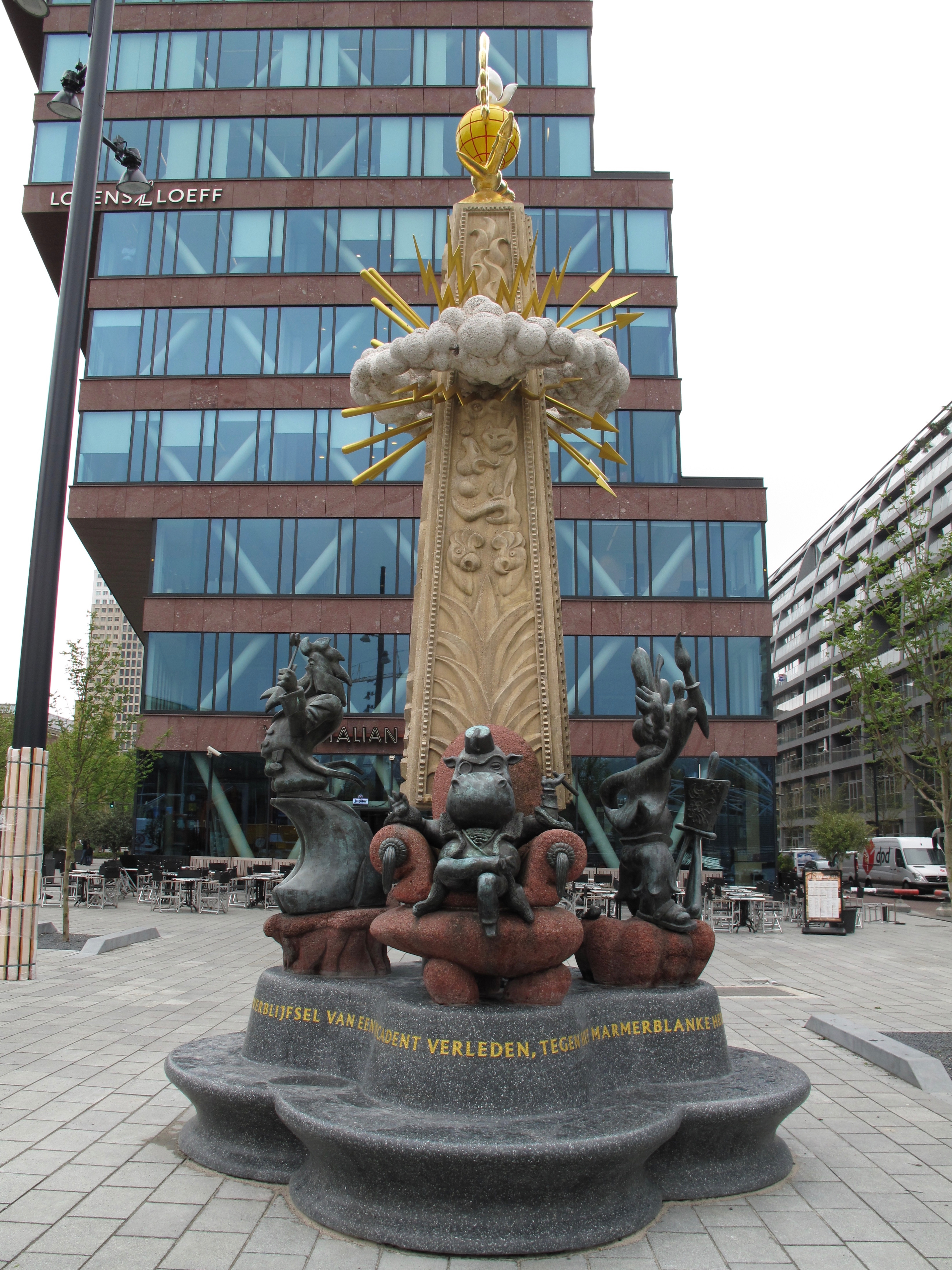
Monument du sculpteur Marten Toonder